# Кладенци (област Добрич)
 За другото българско село вижте Кладенци (Област Благоевград).  
Кладенци е село в Североизточна България, област Добрич, община Тервел.

## География
Селото се намира в северозападния край на Добричка област, близо до пресечната точка на границите с Шуменска и Силистренска области.
По стар проект в непосредствена близост до него преминава и завършва малко след това новият първокласен шосеен път Добрич - Русе.
Релефът е равнинен, в близост до селото има освен много земеделски площи, малко по размери и брой пресечени и гористи местности, населени с различни видове диви животни. Обширните поля са прорязани с много и перпендикулярно разположени един спрямо друг пояси.

## Климат
Климатът е типично умерен-континентален. Пролет – малко закъсняваща, но бърза, като развитие. Лято – сухо и много горещо. Есен – дъждовна. Зима – дълга и студена.

## История
Селото придобива съвременния си етнически състав от ~100% българи след спогодбата за връщане на Южна Добруджа на България няколко дни след Димитровден 1941 година(едно от малките полезни за България последствия от Втората Световна Война и съюзничеството ни с Третия Райх). Тогава почти всички българи населяващи околностите на Констанца (Румъния) са се преселили в освободените от румънци села в Южна Добруджа. Някои от дошлите пренасят имената на селата си от Румънско в България: Камъна → Нова Камена.
Ако се погледне още по-назад във времето, това са преселници – бежанци от времето на Руско-турските войни в началото на XIX век, намерили спасение от турците, изселили са се от разни части на България, но предимно от селищата от Южния склон на Балкана – от Сливен, Котел и селата около тях.

## Население
Преброяване на населението през 2011 г.
Численост и дял на етническите групи според преброяването на населението през 2011 г.:
|                     | Численост | Дял (в %) |
| Общо                | 134       | 100,00    |
| Българи             | 132       | 98,50     |
| Турци               | 0         | 0,00      |
| Цигани              | 0         | 0,00      |
| Други               | 0         | 0,00      |
| Не се самоопределят | 0         | 0,00      |
| Неотговорили        | 2         | 1,49      |

## Религии
Селото е населено от православни християни. Има един православен храм св. Димитър, но няма свещеник.

## Обществени институции
Читалище със затихнали функции.

## Забележителности
До селото се намира старобългарско селище от Ранното Средновековие, което е разкопано от археолозите. Находките са публикувани в монография. Има предположения, че в околностите на селото – в посока към съседното село Скала, се е намирала крепост (сред първите – от времето на хан Аспарух), която обаче не се е запазила.
Макар релефът да е предимно равнинен в посочената местност съществуват природни скални образувания, подобни на хълмовете Царевец и Трапезица във Велико Търново. В същата местност има пещера с прораснало от дъното ѝ и излязло над повърхността дърво, населена с прилепи. Има предания за скрито в нея турско злато.

## Редовни събития
Селски сбор на 7 ноември.

## Други
Село Кладенци и село Н. Камена са населени с православни християни, наречени преселци, които идват от Румъния, от села около Тулча и Констанца (Кюстенджа) например, като Panduru (Потур), Camena (Камъна), а по-рано живели в Централна България – в Севлиево, Търново, Габрово, Котел и др.
Интересно съвпадение е, че храмовете в Camena и Кладенци са на името на св. Димитър.
Старите имена на селата Panduru (Потур), Camena (Камъна) означават съответно Грънчар и Поезия (Поема).